# MTV Millennial Awards 2017
A 5ª edição do MTV Milenar Prêmios foram realizadas em 3 de junho de 2017, o Palacio de los Deportes na Cidade do México, e foi transmitido no dia 4 de junho, em 2017, através da MTV América latina. Os prêmios celebrar o melhor da música latina e o mundo digital da geração do milênio. A cerimônia foi organizada por Lele Pons e Juanpa Zurita. J Calvin e Sebastian Yatra led com cinco nomeações cada, enquanto que Lali foi a maior vencedora da noite, com dois prêmios. Além disso, Lady Gaga recebeu o ACNUR's Agente de Mudança Prêmio.

## Performances
| Artista(s)                     | Música(s)                                                                        |
| ------------------------------ | -------------------------------------------------------------------------------- |
| Maluma                         | "Cuatro Babys" Chantaje"                                                         |
| Morat                          | "Como Te Atreves"                                                                |
| Natalia Lafourcade Café Tacvba | "Tu Sí Sabes Quererme" (Natalia Lafourcade) "Futuro". "Las flores" (Cafe Tacvba) |
| Lali                           | "Soy" Boomerang"                                                                 |
| Ed Sheeran                     | "Castle on the Hill"[a]                                                          |
| Sebastian Yatra Nacho          | "Traicionera" "Alguien Robo"                                                     |
| Iggy Azalea                    | "Mo Bounce" Switch"                                                              |

Notas
- ↑[a]  A performance de Ed Sheeran foi pré-gravada.

## Apresentadores
- Anitta e Sebastian Villalobos — apresentaram Deus do Instagram no México
- Rudy Mancuso e Mario Ruiz — apresentaram Melhor Artista da Colômbia
- Alex Strecci e Lola Clube apresentaram Melhor Colaboração
- La Divaza e Juana Martinez — apresentaram Explosão Pop do Ano
- Chumel Torres
- Tessa Ia e Axel Muñiz — anunciando a apresentação de Natalia Lafourcade
- CD9 — anunciando o trailler de Planeta dos Macacos: A Guerra
- Los Polinesios — apresentou Rostinho Bonitinho
- Acapulco Shore elenco, apresentou Viral do Ano
- Facundo — apresentado ACNUR Agente de Mudança
- YosStop e Fernando Lozada — introduzido Sebastian Yatra
- Nath Campos — apresentou o Vídeo do Ano
- Rudy Mancuso — apresentado Hit Internacional do Ano
- Mario Bautista — apresentou Ícone MIAW do Ano

## Indicados e Vencedores
Os indicados foram anunciados em 24 de abril de 2017. Os vencedores estão em negrito.

### Vídeo do Ano
- "Futuro" – Cafe Tacvba
- "Los Angeles" – Illya Kuryaki and the Valderramas
- "Safari" – J Balvin ft. Pharrel, BIA e Sky
- "Ego" – Lali
- "Amárrame" – Mon Laferte ft. Juanes
- "La China" – Porter
- "Somos Anormales" – Residente
- "Tarde" – Siddhartha

### Hit do Ano
- "Reggaetón Lento (Bailemos)" – CNCO
- "Duele El Corazón" – Enrique Iglesias ft. Wisin
- "Dueles" – Jesse & Joy
- "El Perdedor" – Maluma
- "Cómo Te Atreves" – Morat
- "Me Llamas" – Piso 21
- "Traicionera" – Sebastian Yatra
- "Otra Vez" – Zion & Lennox ft. J Balvin

### Hit Internacional do Ano
- "24K Magic" – Bruno Mars
- "Let Me Love You" – DJ Snake ft. Justin Bieber
- "One Dance" – Drake
- "Shape of You" – Ed Sheeran
- "Perfect Illusion" – Lady Gaga
- "Green Light" – Lorde
- "I Feel It Coming" – The Weeknd ft. Daft Punk
- "Heathens" – Twenty One Pilots

### Colaboração do Ano
- "This Is What You Came For" – Calvin Harris ft. Rihanna
- "Despacito" – Luis Fonsi ft. Daddy Yankee e Justin Bieber
- "Safari" – J Balvin ft. Pharrel, BIA e Sky
- "Cold Water" – Major Lazer ft. MØ e Justin Bieber
- "Amárrame" – Mon Laferte ft. Juanes
- "Chantaje" – Shakira ft. Maluma
- "Closer" – The Chainsmokers ft. Halsey
- "I Don't Wanna Live Forever" – Zayn e Taylor Swift

### Hino do Ano
- "La Bicicleta" – Carlos Vives e Shakira
- "Me Rehúso" – Danny Ocean
- "Despacito" – Luis Fonsi ft. Daddy Yankee
- "Llamame mas temprano" – Mano Arriba
- "El Amante" – Nicky Jam
- "Me Llamas" (Remix) – Piso 21 ft. Maluma
- "Vente Pa' Ca" – Ricky Martin ft. Maluma
- "Vacaciones" – Wisin

### Explosão Pop do Ano
- CD9
- CNCO
- Lali
- Morat
- Piso 21
- Sebastian Yatra
- Sofia Reyes

### Guru do Beat
- Alok
- Calvin Harris
- DJ Snake
- Major Lazer
- Martin Garrix
- The Chainsmokers
- Tom & Collins
- Zedd

### Melhor Artista da Argentina
- Airbag
- Carajo
- Lali
- Turf
- Será Pánico

### Melhor Artista da Colômbia
- J Balvin
- Maluma
- Manuel Medrano
- Piso 21
- Sebastian Yatra

### Melhor Artista do México
- Café Tacvba
- Jesse & Joy
- León Lárregui
- Mon Laferte
- Natalia Lafourcade

### Filme do Ano
- Cinquenta Tons Mais Escuros
- A La La Land
- Logan
- Star Wars: Rogue One
- Esquadrão Suicida

### Série do Ano
- Club de Cuervos
- Legends of Tomorrow
- Stranger Things
- The Walking Dead
- Vikings

### Ícone MIAW do Ano
- Chummel Torres
- Fernanfloo
- Juanpa Zurita
- Los Polinesios
- Lucas Castel
- Luisito Comunica
- Mario Ruiz
- Yosstop

### Melhor Atuação em um App
- Caeli
- CNCO
- Eiza González
- Harold Azuara
- J Balvin
- Jimena Sanchez
- Sebastian Villalobos

### Melhor Instagram do Mundo
- Amanda Cerny
- Ariana Grande
- Cameron Dallas
- Camila Cabello
- Lele Pons
- Martin Garrix
- Selena Gomez

### Deus do Instagram na Argentina
- Cande Tinelli
- Charlotte Caniggia
- Franco Masini
- Flor Vigna
- Julián Serrano
- Lali
- Lucas Castel
- Mica Viciconte

### Deus do Instagram na Colômbia
- Sebastian Yatra
- Anlella Sagra
- J Balvin
- Juana Martinez
- Maluma
- Mario Ruiz
- Sebastian Villalobos

### Deus do Instagram no México
- Danna Paola
- DebRyanShow
- Eiza Gonzalez
- Juanpa Zurita
- Mario Bautista
- Paty Cantú
- Poncho Herrera
- Werevertumorro

### #Instacrush
- Dhazia Wezka
- Esmeralda Pimentel
- Juana Martinez
- Mica Suarez
- Mon Laferte
- Sofia Reyes
- Yosstop

### Match Perfeito
- Beto Pasillas
- Brandon Peniche
- DebRyanShow
- Diego Luna
- Fede Dosogas
- Sebastian Arango
- Sebastian Villalobos
- Sebastian Yatra

### Crack do Instagram
- Canelo Álvarez
- Checo Pérez
- Chicharito
- James Rodríguez
- Lionel Messi
- Neymar
- Mariana Pajón

### Rostinho Bonitinho
- Esau Marujoz
- Gieslle Kuri
- Jan Carlo Bautista
- Kika Nieto
- La Divaza
- Pepe y Teo

### Desafio das Celebridades
- CD9
- Cristiano Ronaldo e a Seleção Portuguesa de Futebol
- Enchufe TV
- Fernanfloo
- Los Polinesios
- Mario Bautista, Caballeros & Amigos

### Super Colaboração
- Alejo Igoa ft. La Divaza e Juan Pablo Jaramillo
- Berth Oh ft. Luisito Comunica
- Caeli ft. Yosstop
- Daiana Hernández ft. Los Polinesios
- Escorpión Dorado ft. Karla Souza
- Lele Pons, Juanpa Zurita e Anwar Jibawi
- Juanpa Zurita ft. Julián Serrano e Mario Ruiz

### Vício do Ano
- Clash Royale
- Facebook
- Instagram Stories
- Musical.ly
- Pokémon GO
- Snapchat
- Super Mario Run

### Videogame do Ano
- FIFA 17
- Halo 5: Guardians
- Mario Sports Superstars
- Overwatch
- Rocket League
- The Legend of Zelda: Breath of the Wild

### Paródia do Ano
- "Cuatro Babys" – Werevertumorro
- "Chantaje en 7 Estilos Musicales" – Palomitas Flow
- "Puro Maquillaje" – Jonatan Clay
- "Ese Gringo" – Werevertumorro ft. Fichis

### Momento Rídiculo do Ano
- La La Land no Oscar
- Dvicio and the Grammy para Juan Gabriel
- Luna Bella se retrata
- Mariah Carey no New Year's Eve
- O playback de Justin Bieber no México
- Kanye West encontra Donald Trump

### Mais Estilosa
- Whathechicc
- PPMusas
- Pautips
- Mariale

### Pegadinha do Ano
- DebRyanShow
- Skabeche
- Escorpión Dorado
- Prática Polinésia